# Ермолов, Владимир Викторович
Владимир Викторович Ермолов (7 июля 1870, Российская империя — 14 сентября 1945, Париж, Франция) — русский военный и общественный деятель, генерал-лейтенант Российской Армии (1917).

## Жизнеописание
Представитель дворянского рода Ермоловых. Единственный сын генерал-лейтенанта Виктора Алексеевича Ермолова (1820—1892) и Анны Ивановны (урожденной Демьяновой) (ум. 1900). Внук знаменитого покорителя Кавказа Алексея Петровича Ермолова (1777—1861).
Получил общее образование в 3-м московском кадетском корпусе. В сентябре 1886 года начал военную службу, окончил 3-е военное Александровское училище.
7 августа 1887 года В. В. Ермолов был выпущен в чине подпоручика в 11-й гренадерский Фанагорийский полк, откуда был переведён в чине корнета в 1-й уланский Санкт-Петербургский полк.
7 августа 1891 года он получил чин поручика, а 15 марта 1895 года был произведен в штабс-ротмистры.
В 1899-1905 годах — помощник старшего адъютанта генерал-инспектора кавалерии.
6 мая 1900 года получил чин ротмистра, в 9 августа 1900 года за отличие стал ротмистром гвардии, затем был переименован в подполковники.
19 июня — 22 июня 1905 года — старший адъютант штаба генерал-инспектора кавалерии, 22 июня 1905 — 15 мая 1906 года — старший делопроизводитель Совета государственной обороны.
6 декабря 1905 года Владимир Ермолов за отличие в службе был произведен в полковники.
C 15 мая 1906 по 8 апреля 1909 года — начальник отделения генерал-квартирмейстера Главного управления Генерального штаба.
С 8 апреля 1909 года — начальник канцелярии Управления по ремонтировании армии.
6 декабря 1911 года за отличие по службе В. В. Ермолов получил чин генерал-майора.
На 15 апреля 1914 года в том же чине и должности.
Участник Первой Мировой войны (1914—1918). С 25 мая 1915 года — дежурный генерал 13-й армии, а с 5 октября 1915 года — дежурный генерал 12-й армии.
10 июля 1916 года В. В. Ермолов находился в том же чине и должности, затем в 1917 году был произведён в генерал-лейтенанты.
С 28 декабря 1916 года — военный губернатор Дагестанской области.
Участник Белого движения на юге России (ВСЮР), служил по ведомству Министерства внутренних дел, летом 1919 года был саратовским губернатором, при том, что Саратов не был взят белыми.
В марте 1920 года Владимир Ермолов был эвакуирован из Новороссийска в Салоники (Греция) на судне «Ганновер», затем на пароходе «Габсбург» перебрался во Вранску-Баню (Королевство Сербов, Хорватов и Словенцев).
Позднее Владимир Ермолов переселился во Францию, где прожил до конца своей жизни.
14 сентября 1945 года В. В. Ермолов скончался в Париже, похоронен на кладбище Сент-Женевьев-де-Буа.

## Награды
- Орден Св. Станислава 3-й ст.[1]
- Орден Св. Анны 3-й ст. (1900)[1]
- Орден Св. Владимира 3-й ст. (1913)[1]
- Орден Св. Станислава 1-й ст. (1915)[1]
- Орден Св. Анны 1-й ст. (1915)[1]
- Орден Св. Владимира 2-й ст. (1916)[1]